# Tjöck

Tjöcks kommuns vapen

Tjöck (finska: Tiukka) är en bygd och by i Kristinestads stad. Tjöck var fram till 1 januari 1973 en självständig kommun, och en av Finlands minsta.
Tjöcknamnet förekommer i skrift från år 1303, och byn firade sitt 700-årsjubileum år 2003. Sveriges kung Birger Magnusson skrev den 1 juni 1303 till sin hövitsmannen Nils Andersson att bönderna Michael de Lappafärd (Lappfjärd), Andar da Sastamal (Sastmola) och Tobbe de Tinka (Tjöck) utan hinder ska få arbeta med nyodlingar i Tavastland.
Sockenstämma har hållits från 1868 och från 1909 har Tjöck haft gemensam församling med stamstaden Kristinestad. Jord- och skogsbruk är huvudnäring, men viss småindustri över 50 privata företagare sätter också sin prägel på näringslivet. Men även ett större pappersindustriföretag är etablerat i byn. Företaget grundades på 1960-talet av driftiga bybor, varefter Enso-Gutzeit köpte upp det, sedermera Stora Enso.
Speciellt för Tjöck är till exempel landskapet. Jämfört med det annars så platta Österbotten så ligger husen uppe på kullarna när man kommer in i Tjöck. Gårdsgruppen Liden ligger i byn. Även byns folkdräkt bör omnämnas som är en av Finlands vackraste med sina klarröda färger. Dräkten för kvinnor finns i fem utföranden, fest, sorg, mellansorg, kyrkdräkt och arbetsdräkt. Dräkten användes ännu på 1940-talet av de äldre kvinnorna.
Tjöck&Påskmark Ungdomsförening (T&P uf) grundades den 8 november 1907 och firade 100-årsjubileum den 10 november 2007 i en fullsatt lokal. Föreningen har under sina 100 år varit med om en hel del, bland annat brann lokalen ner 1929 och en ny ungdomslokal stod färdig 1932. Ungdomsföreningen har alltid varit en viktig del av bybornas identitet och fortsätter att vara det än i dag.